# Груйяр, Оливье
Оливье́ Груйя́р (фр. Olivier Grouillard, род. 2 сентября 1958, Фенуйе) — французский автогонщик, пилот Формулы-1.

## Биография
В 1984 году стал чемпионом Франции в Формуле-3, с 1985 по 1988 год выступал в Формуле-3000, одержал две победы в 1988 году.
В 1989 году дебютировал в Формуле-1 в команде Ligier. За год набрал лишь одно очко, оставшееся единственным в его карьере, за шестое место в домашнем Гран-при Франции. Был дисквалифицирован в Гран-при Сан-Марино за постороннюю помощь во время старта.
В 1990 выступал в команде Osella, был её единственным пилотом. В 7 из 16 Гран-при не прошёл квалификацию, ни разу за сезон не финишировал выше 13 места. На 1990 год приходится также дебют Оливье Груйяра в гонке «24 часа Ле-Мана».
В 1991 году остался в команде, получившей новое название — Fondmetal, после того как руководитель компании Fondmetal Габриэле Руми стал владельцем бывшей Osella. Прошёл квалификацию только в четырёх гонках, финишировав лишь однажды (10-е место в Бельгии). В Гран-при Испании выступал за команду AGS в последнем Гран-при в её истории, но не прошёл квалификацию.
В 1992 году провёл полный сезон в команде Tyrrell, но в 16 Гран-при финишировал только четыре раза и не поднялся выше восьмого места на финише.
В 1993 году выступал в чемпионате CART, в дальнейшем участвовал в чемпионатах FIA GT и ALMS. В 2000 году занял 4 место в Ле-Мане (партнёры — Эмманюэль Клерико и Себастьен Бурдэ).

## Результаты гонок в Формуле-1
| Легенда к таблице |                                                                    |
| --- | ------------------------------------------------------------------ |
| В таблице перечислены результаты всех Гран-при Формулы-1, в которых принимал участие гонщик. Строками таблицы являются сезоны, столбцами — этапы чемпионата мира. В каждой клетке указаны сокращённое название этапа и результат, дополнительно обозначенный цветом. Расшифровка обозначений и цветов представлена в нижеследующей таблице. |                                                                    |
| \| Пример \| Описание \| \| ------------ \| ------------------------------------------------------------------ \| \| 1 \| Победитель \| \| 2 \| Второе место \| \| 3 \| Третье место \| \| 5 \| Финишировал, заработав очки \| \| Сход \| Не финишировал, но при этом заработал очки \| \| 12 \| Финишировал, не получив очков \| \| НКЛ \| Финишировал, но не попал в финальную классификацию \| \| 15 \| Участвовал вне зачёта, либо по отдельной классификации \| \| 18 \| Не финишировал, но попал в финальную классификацию \| \| Сход \| Не финишировал \| \| НКВ \| Не прошёл квалификацию \| \| НПКВ \| Не прошёл предквалификацию \| \| ДСК \| Дисквалифицирован \| \| ИСК \| Исключён из протокола соревнований \| \| ТТ \| Заявлен для участия только в тренировках \| \| НС \| Участвовал в квалификации, но не стартовал в гонке \| \| Т \| Травмирован или болен \| \| ОТК \| Отказ от участия \| \| НТР \| Прибыл на соревнования, но на трассу не выезжал \| \| НПР \| Был заявлен в числе участников, но не прибыл к началу соревнований \| \| О \| Соревнования отменены \| \| \| Не участвовал \| \| Поул-позиция \| \| \| Быстрый круг \| \| |                                                                    |
| Пример | Описание                                                           |
| 1 | Победитель                                                         |
| 2 | Второе место                                                       |
| 3 | Третье место                                                       |
| 5 | Финишировал, заработав очки                                        |
| Сход | Не финишировал, но при этом заработал очки                         |
| 12 | Финишировал, не получив очков                                      |
| НКЛ | Финишировал, но не попал в финальную классификацию                 |
| 15 | Участвовал вне зачёта, либо по отдельной классификации             |
| 18 | Не финишировал, но попал в финальную классификацию                 |
| Сход | Не финишировал                                                     |
| НКВ | Не прошёл квалификацию                                             |
| НПКВ | Не прошёл предквалификацию                                         |
| ДСК | Дисквалифицирован                                                  |
| ИСК | Исключён из протокола соревнований                                 |
| ТТ | Заявлен для участия только в тренировках                           |
| НС | Участвовал в квалификации, но не стартовал в гонке                 |
| Т | Травмирован или болен                                              |
| ОТК | Отказ от участия                                                   |
| НТР | Прибыл на соревнования, но на трассу не выезжал                    |
| НПР | Был заявлен в числе участников, но не прибыл к началу соревнований |
| О | Соревнования отменены                                              |
| | Не участвовал                                                      |
| Поул-позиция |                                                                    |
| Быстрый круг |                                                                    |

| Сезон | Команда   | Шасси          | Двигатель | Ш | 1        | 2        | 3        | 4        | 5        | 6        | 7        | 8        | 9        | 10       | 11       | 12       | 13       | 14       | 15       | 16       | Место | Очки |
| ----- | --------- | -------------- | --------- | - | -------- | -------- | -------- | -------- | -------- | -------- | -------- | -------- | -------- | -------- | -------- | -------- | -------- | -------- | -------- | -------- | ----- | ---- |
| 1989  | Ligier    | Ligier JS33    | Cosworth  | G | БРА 9    | САН ДСК  | МОН Сход | МЕК 8    | США НКВ  | КАН НКВ  | ФРА 6    | ВЕЛ 7    | ГЕР Сход | ВЕН НКВ  | БЕЛ 13   | ИТА Сход | ПОР НКВ  | ИСП Сход | ЯПО Сход | АВС Сход | 26    | 1    |
| 1990  | Osella    | Osella FA1M    | Cosworth  | P | США Сход | БРА Сход |          |          |          |          |          |          |          |          |          |          |          |          |          |          | -     | 0    |
| 1990  | Osella    | Osella FA1ME   | Cosworth  | P |          |          | САН Сход | МОН НКВ  | КАН 13   | МЕК 19   | ФРА НПКВ | ВЕЛ НКВ  | ГЕР НКВ  | ВЕН НПКВ | БЕЛ 16   | ИТА Сход | ПОР НКВ  | ИСП Сход | ЯПО НКВ  | АВС 13   | -     | 0    |
| 1991  | Fondmetal | Fomet FA1M-E90 | Cosworth  | G | США НПКВ | БРА НПКВ |          |          |          |          |          |          |          |          |          |          |          |          |          |          | -     | 0    |
| 1991  | Fondmetal | Fomet F1       | Cosworth  | G |          |          | САН НПКВ | МОН НПКВ | КАН НПКВ | МЕК Сход | ФРА Сход | ВЕЛ НПКВ | ГЕР НПКВ | ВЕН НКВ  | БЕЛ 10   | ИТА Сход | ПОР НПКВ |          |          |          | -     | 0    |
| 1991  | AGS       | AGS JH27       | Cosworth  | G |          |          |          |          |          |          |          |          |          |          |          |          |          | ИСП НПКВ | ЯПО      | АВС      | -     | 0    |
| 1992  | Tyrrell   | Tyrrell 020B   | Ilmor     | G | ЮАР Сход | МЕК Сход | БРА Сход | ИСП Сход | САН 8    | МОН Сход | КАН 12   | ФРА 11   | ВЕЛ 11   | ГЕР Сход | ВЕН Сход | БЕЛ Сход | ИТА Сход | ПОР Сход | ЯПО Сход | АВС Сход | -     | 0    |